# Sinraptoridae
Čeleď Sinraptoridae byla skupinou relativně velkých dravých dinosaurů (teropodů), z nichž někteří dosahovali délky až kolem 11 metrů. Sinraptoridé byli středně až pozdně jurští predátoři a dříve byli mnozí z nich řazeni do čeledí Megalosauridae nebo Allosauridae.
Poslední kladistickou definici této skupiny vypracoval v roce 2005 americký paleontolog Paul Sereno. Je pravděpodobné, že z této skupiny vychází předkové nebo blízcí příbuzní předků alosauridů.
Do této čeledi mohl potenciálně patřit také jediný dravý dinosaurus, jehož fosilie byly objeveny na území České republiky (tzv. Moravská tetanura).